# Go-Sai
Go-Sai (japonsky 後西天皇, Go-Sai-tennó neboli císař Go-Sai, 1. ledna 1638–22. března 1685), známý rovněž jako císař Go-Saiin (後西院天皇 Go-Saiin-tennō), byl v pořadí 111. císařem Japonska v souladu s tradičním pořadím posloupnosti. 
Císař Go-Sai vládl v období od roku 1655 do roku 1663.

## Životopis
Před nástupem na Chryzantémový trůn bylo jeho osobní jméno (imina) Nagahito (良仁 nebo Jošihito a jeho jméno před nástupem na trůn znělo Hide-no-mija (秀宮) či Momozono-no-mija. Byl osmým synem císaře Go-Mizunóa. Byl vychován, jako by byl synem Masako Tokugawové, dcery druhého Tokugawského šóguna Hidetady Tokugawy a matky jeho nevlastní sestry bývalé císařovny Meišó. Jeho nevlastním bratrem byl i jeho předchůdce císař Go-Kómjó.
Princ Nagahito nastoupil na Chryzantémový trůn, poté co jeho nevlastní bratr zemřel. Období jeho vlády se shoduje s roky rozvoje Tokugawského šógunátu, v jehož čele stál v té době Iemicu Tokugawa. Go-Saiův nástup na trůn byl zamýšlen jako regentství do doby, než bude jeho mladší bratr princ Satohito (識仁親王) natolik zralý, aby mohl sám usednout na trůn.

### Události za Go-Saiova života
Císařský princ Nagahito, jenž se stal posmrtně známý jako císař Go-Sai, se narodil 1. ledna roku 1638.
Smrt císaře Go-Kómjóa 5. ledna 1655 si vyžádala, aby na trůn usedl princ Nagahito. Tak začalo osmileté panování císaře Go-Saie.
V roce 1655 přibyl do Japonska nový vyslanec korejského krále.
Dne 2. března 1657 vypukl v Edu rozsáhlý požár Meireki (明暦の大火 Meireki no taika), který trval tři dny a zničil 60–70 % města. Za oběť ničivému živlu tehdy padlo na 100 000 obyvatel města.
Roku 1659 začala v Edu výstavba mostu Rjógoku (Rjógokubaši).
Požár v roce 1661 zcela zničil Kjótský císařský palác. Vážně poškozena ohněm byla rovněž Vnější svatyně neboli Gekú Svatyně Ise ve městě Jamada.
Zemětřesení, které otřáslo městem Kjóto 20. března 1662, zničilo hrobku Hidejošiho Tojotomiho.
Císař Go-Sai se ve věku 25 let vzdal 5. března 1663, po 8 letech vlády, trůnu, aby na něj mohl nastoupit jeho mladší bratr Satohito, jenž vešel ve známost jako císař Reigen.
Po své abdikaci se Go-sai věnoval literatuře a zanechal po sobě řadu knih včetně Sbírky Vody a Slunce (Suiničišú 水日集). Byl talentovaným básníkem stylu waka a znalcem japonské klasiky.
Vzhledem k řadě velkých požárů během jeho vlády (mimo jiné požár ve svatyni Ise, požár Ósackého hradu, požár Kjótského císařského paláce a požár Meireki), velkého zemětřesení a opakovaných povodní mnozí lidé císaře haněli a prohlašovali o něm, že mu chybí mravní čistota.
Když bývalý císař 22. března 1685 zemřel ve věku 47 let, objevila se prý na noční obloze velká kometa.
Císař Go-Sai je uložen v císařském mauzoleu Cuki no wa no misasagi, které se nachází v chrámu Sennjúdži v kjótské čtvrti Higašijama-ku. Jsou zde rovněž uloženi jeho bezprostřední předchůdci císař Go-Mizunó, císařovna Meišó a císař Go-Kómjó a také jeho následovníci, císařové Reigen, Higašijama, Nakamikado, Sakuramači, Momozono, císařovna Go-Sakuramači a císař Go-Momozono.

## Rodina
Císař Go-Sai žil se svou rodinou ve vnitřním paláci dairi císařského paláce Heian ve městě Heian-kjó. Tuto rodinu tvořilo přinejmenším 11 synů a 17 dcer, z nichž nikdo neusedl na Chryzantémový trůn.